# Антонов Юрій Михайлович
Ю́рій Миха́йлович Анто́нов (рос. Ю́рий Миха́йлович Анто́нов; нар. 19 лютого 1945, Ташкент, Узбецька РСР) — радянський і російський композитор й естрадний співак, Заслужений діяч мистецтв Росії, Заслужений артист Чечено-Інгушської АРСР (1983), Народний артист Росії (1997). 

## Біографія
Народився 19 лютого 1945 року в сім'ї військовослужбовця. Батько — Михайло Васильович Антонов, офіцер Радянської Армії, по закінченні німецько-радянської війни залишився служити у військовій адміністрації Берліна, де 1948 року народилась рідна сестра Ю. Антонова Жанна. Мати — Наталя Михайлівна Антонова (Литовченко) родом з міста Кременчук Полтавської області, померла 2008 року на 85-му році життя. Юрій Антонов — наполовину українець (за мамою).
По закінченні служби в НДР його батька переводять до Білорусі, де він служить у різних військових гарнізонах. Згодом сім'я Антонових потрапляє до невеликого білоруського міста Молодечно, куди переводять батька до військового комісаріату. У цьому місті починається музична діяльність Юрія Антонова. Мати приводить його до музичної школи, по закінчення якої Юрій вступає до Молодечненського музичного училища на клас народних інструментів. У роки студентства організовує свій перший музичний колектив — естрадний оркестр, який виступає в міському домі культури.
1963 року, по закінченні музучилища, Юрій Антонов розподіляється викладачем музики в дитячу музичну школу в Мінськ, де на цей момент уже живуть його батьки. Згодом працює солістом-інструменталістом у Білоруській державній філармонії. У листопаді 1964 року його забирають до лав Радянської Армії. По закінченні служби він повертається до рідної філармонії та працює музичним керівником ансамблю «Тоніка» Народного артиста Білоруської РСР Віктора Вуячича.
1969 року його запрошують на роботу до популярного ленінградського ВІА «Поющие гитары» як інструменталіста-клавішника. У цьому колективі Ю. Антонов уперше стає вокалістом. Тут пролунали й перші пісні авторства Ю. Антонова — «Аеропорт», «Де ж смілість?», «Стій, не стріляй, солдате!» на слова поета Альберта Азізова, «Про добрих молодців й красних дівиць» на слова поета Олега Жукова, «Если любишь ты» (Якщо ти кохаєш) на слова поета Леоніда Дербеньова, але особливу популярність ансамблю й самому Юрію приносить пісня «Нет тебя прекрасней» (Немає чарівнішої за тебе) (слова Михайла Білякова й Ірини Безладнової  [Архівовано 24 травня 2011 у Wayback Machine.]) у виконанні соліста ансамблю Євгена Броневицького, що вийшла на міньйоні фірми «Мелодія» 1971 року.
Навесні 1970 року переїжджає до Москви. Працює солістом-вокалістом у популярному ВІА «Добры молодцы», згодом в оркестрі «Современник» під керівництвом Анатолія Кролла (1971—1975) (колишньому оркестрі Едді Рознера), керівником ансамблю при Московському м'юзік-холі, художнім керівником ВІА «Магистраль» при Московській обласній филармонії (1975—1977), на Всесоюзній фірмі грамзапису «Мелодія» (1977—1983). На авторському диску-гіганті Давида Тухманова «Как прекрасен этот мир» (Який прекрасний світ навколо нас) (1972) Юрій Антонов записує провідну вокальну партію в заголовній композиції альбому «Как прекрасен это мир». 1973 року фірма «Мелодія» випускає першу платівку-міньйон Юрія Антонова й оркестра «Современник» з піснями «Третій день» (слова Павла Леонідова) (на іншому варіанті диску замість неї — пісня «Не сумуй, будь ласка» (слова Онеґіна Ґаджикасімова), «Ну що з ним робити?» (слова Леоніда Дербеньова), «У берёз и сосен» (Біля берез і сосен) (слова Ігоря Шаферана). 1975 року ВІА «Добры молодцы» і Ю. Антонов на фірмі «Мелодія» записують платівку-міньйон із піснями Ю. Антонова «Отчего» (Відчого), «Ні, не я», «Несе мене течія», а ВІА «Магістраль» (під керівництвом Ю. Антонова) — міньйон із песнями Ю. Антонова «Отчего» (Відчого) і «Забути б».
У репертуарі ВІА «Весёлые ребята» з'являються перші записи пісень Ю. Антонова «Если любишь ты» (Якщо ти кохаєш) й «Ну, що з ним робити» (обидві на слова Л. Дербеньова) (1973), «Отчего» (Відчого) (на слова Т. Сашко) (1974), «Зустріч» (на слова В. Дюніна) (1978). Пісні Ю. Антонова лунають у репертуарі різних ВІА 70-х — початку 80-х років: ВІА «Поющие сердца» — «Бабье лето» (Бабине літо), ВІА «Акварелі» — «Рыжее лето» (Руде літо), гурт «Земляне» — «Садове кільце», «Если я не прав» (Якщо я неправий), «Если хочешь быть умней» (Якщо хочешь бути розумнішим), «Повір у мрію», ВІА «Красные маки» — «Дзеркало». Популярний естрадний співак Валерій Ободзинський у 70-х роках виконує пісні Ю. Антонова «Для тебе співаю», «Як же це так», а популярний співак Лев Лещенко — пісні «Твоя доля», «Біла заметіль», «Райдуга». Пісні Юрія Антонова вже широко відомі, але щлях на телебачення закрито. І з худрадами на фірмі «Мелодія» не все так просто — багато пісень Ю. Антонова не допускаються до видання. Причина — Юрій не є членом Союзу композиторів СРСР.
1980 року Ю. Антонов і рок-гурт «Аракс» підготували LP-спліт, який, однак, не було допущено худрадою для видання на фірмі «Мелодія». Тоді Ю. Антонов видав пісні власного виконання з цього альбому на кількох міньйонах, домовитись про видання яких було значно простіше, а інші пісні, у виконанні солістів «Араксу», вийшли вже 1987 року на диску-гіганті Ю. Антонова «Від печалі до радості».
Співпраця з гуртом «Аракс» у 1979—1981 роках приносить Антонову всесоюзну славу. Три платівки-міньйони із записаними в супроводі цього ансамблю піснями «Анастасія» (слова Леоніда Фадєєва), «Дзеркало» (слова Михайла Таніча), «Золотая лестница» (Золоті сходи) (слова М. Віккерс), «Тобі» (слова Льва Ошаніна), «Я згадую» (слова Леоніда Фадєєва), «Не забувай» (слова Михайла Таніча), «Моє багатство» (слова Ігоря Кохановського), «Життя», «Дорога до моря», «Двадцять років потому», а такоже дві платівки-міньйони з піснями «Маки», «Море», «Вот как бывает» (Ось як буває), «Крыша дома твоего» (Дах твоєї оселі), «Родные места» (Рідні місцини), «Наша магістраль», записані з іншими музыкантами, розійшлись накладом понад 20 мільйонів копій , зробивши Ю. Антонова одним із найпопулярніших виконавців у СРСР. Одеська кіностудія пропонує композитору включити багато з цих пісень до двосерійного кінофільму Бережіть жінок (1981), у якому лунають у виконанні автора також й спеціально написані для фільму композиції — пісні «Бережіть жінок» (слова Л. Фадєєва), «Життя» (слова О. Жукова), «Усьому свій час» (слова І. Резніка). (Згодом Ю. Антонов написав також пісні до кінофільмів «Перш, ніж розлучитися» (1984), «Салон краси» (1985), «Наказ» (1987), «Хижаки» (1991), музику до кінофільму «Дурні вмирають по п'ятницях» (1990)).
1981 року у фіналі Всесоюзного конкурсу молодих виконавців «Золотий камертон» за результатами голосування телеглядачів перше місце посідає починаюча співачка Катя Сємьонова з піснею Ю. Антонова «Ах, весно».
Перший великий альбом у Юрія Антонова вийшов 1982 року в Югославії на фірмі «Jugoton». Згодом його платівки випускались і в інших країнах соціалістичної співдружності — в НДР, Польщі, Чехословаччині, на Кубі.
1983 року Юрій Антонов стає солістом Чечено-Інгушської філармонії, де працює протягом трьох років, стає дружним із Махмудом Есамбаєвим. Того ж року Антонов набуває звання заслуженого артиста Чечено-Інгушської АРСР. Тісно співпрацює з ВІА «Синяя птица», бере участь у спільних гастролях. Результатом співпраці стає диск-гігант «Синяя птица во Дворце спорта в Лужниках» з піснями Ю. Антонова у виконанні ансамблю — «Білий теплохід», «Я йду тобі назустріч», «Кольорові звуки», «Бережіть жінок» й іншими. На фірмі «Мелодія» виходить перший диск-гігант Ю. Антонова «Крыша дома твоего» (Дах твоєї оселі) з піснями, що раніше вийшли на п'яти міньйонах Ю. Антонова з «Араксом» й іншим інструментальним ансамблем. Того ж року, спільно з поетом Михайлом Пляцковським, Ю. Антоновим було написано перша та друга частини дитячого мюзиклу про стрибунця Кузю — «Пригоди стрибунця Кузі» й «Нові пригоди стрибунця Кузі» (2 диски-гіганти), в тому числі дуже відома пісня з них — «Крыша дома твоего» (Дах твоєї оселі). З нею Ю. Антонов вперше виходить до фіналу телефестивалю «Пісня року» (1983).
У телевізійній передачі ЦТ СРСР «Шире круг» 1983 року Юрій Антонов представляє свою нову пісню «Шире круг» (Ширше коло) на вірші Леоніда Фадєєва, що стала на багато років заголовною піснею телефестивалю. Цю пісню виконував ВІА «Синяя птица».
1984 року Ю. Антонов знімається в кінофильму свого друга — кінорежисера Олександра Косарєва «Перш, ніж розлучитися» у ролі артиста Рижикова, який, крім того, що грає на гітарі та співає, ще також вміє передбачати майбутнє, захоплюється темою надздібностей людини. Ю.Антонов допомагає Косарєву у зйомках — за словами очевидців, Юрій є співавтором багатьох реплік героїв цього фільму. В цьому ж році вдруге виходить до фіналу телефестивалю «Пісня року» з піснею «Снігури» на вірші Михайла Дудіна.
З організованим 1982 року Ю. Антоновим інструментальним гуртом «Аеробус», у 1984-85 роках на фірмі «Мелодія» записуються наступні два диски-гіганти виконавця — «Поверь в мечту» (Повір у мрію) й «Долгожданный самолёт» (Довгоочікуваний літак) з новими піснями «На вулиці Каштановій», «Уходит молодость моя» (Моя молодість уходить), «Я не жалею не о чём» (Я не шкодую ні про що), «Мой путь прост» (Мій шлях є простим), «Дай мені руку», «На високім березі», «Скляна ніч», «Мила моя», «Канікули» й іншими. Він працює на найбільших концертних майданчиках країни: Київ — 20 концертів у Палаці спорту, Ростов-на-Дону — 12 концертів у Палаці спорту, Москва — 8 концертів у Палаці спорту в Лужніках тощо. Але справжній рекорд Юрія Антонова ніким із сучасних естрадних виконавців СРСР, РФ й України досі не перевершений — за 15 днів — 28 концертів у СКК ім. Леніна в м. Ленінграді, на кожнім концерті були присутніми 14 тисяч глядачів.
1985 року записує свій альбом російською і англійською мовами на фінській фірмі «Polarvox Music». Що цікаво, нові англомовні тексти деяких пісень ніяк не пов'язані зі старими, російськомовними варіантами тексту: пісня «Крыша дома твоего» стає «Look at their faces», пісня «Каникулы» стає «I Send to You My Love», пісня «А жизнь идёт своим чередом» стає «Ridin' into the Darkness» (англомовні тексти Э. Каартамо).
1986 року починає працювати в Москонцерті як соліст-вокаліст. На стадіоні «Лужники», на церемонії закриття «Ігор доброї волі», Ю. Антонов виконує спеціально написану для цього пісню «Мир зависит от нас» (Мир залежить від нас) на слова В. Сауткіна.
1987 року Ю. Антонов записує на ЦТ СРСР музичний фільм «О тебе и обо мне» (Про тебе й про мене), що являє собою збірку відеокліпів на пісні Юрія. Того ж року на фірмі «Мелодія» виходить черговий диск-гігант виконавця «Від печалі до радості» з трьома новими піснями Ю. Антонова, а також піснями Ю. Антонова з невиданого свого часу альбому «Колокол тревоги» (Дзвін тревоги), записаного 1980 року гуртом «Аракс» із солістами Анатолієм Альошиним і Сергієм Бєліковим.
1988 року Ю. Антоновим у співпраці з поетом Михайлом Пляцковським було написано третю й четверту частини дитячого мюзиклу про стрибунця Кузю — «Розшукується стрибунець Кузя» й «Стрибунець Кузя на планеті Туамі» (2 диски-гіганти). З піснею «Не рвіть квіти» з цього мюзиклу, того ж року Антонов втретє виходить до фіналу телефестивалю «Пісня року».
У подальшому виходив до фіналів телефестивалю «Пісня року» в 1997—2002 і 2010 роках (у тому числі в 1999—2002, 2010 зі своїми піснями минулих років). 19 лютого 2001 року відбулась презентація альбому «Нет тебя прекрасней» (Немає чарівнішої за тебе) з піснями, записаними 1995 року спільно з оркестром Михайла Фінберґа на святкуванні 50-річчя Ю. Антонова й 30-річчя його творчої діяльності. До нього ввійшли, поруч із широковідомими, також порівняно маловідомі пісні Ю. Антонова: «Рояль у Хіросимі», «Біла заметіль», «Твоя доля», «Ні, не я», «Про добрих молодців», «Для тебе співаю», «Як же це так».
До 2000-х років Юрієм Антоновим випущено близько 20 платівок і компакт-дисків загальним накладом понад 48 мільйонів примірників.
Він є головою правління Об'єднаної ради з естетичного й морального виховання співробітників Головного Управління з боротьби з організованою злочинністю МВС Росії. 1999 року йому було присуджено премію МВС Росії, а також Національну музичну премію «Овація» в номінації «Жива легенда».
У музичних колективах, керованих Ю. Антоновим, набували хорошого досвіду багато відомих музикантів і виконавців: Аркадій Укупник, Анатолій Альошин, Володимир Матецький, Євген Марґуліс, Віктор Зінчук, Вадим Голутвин, Михайло Файнзільберґ, Катя Сємьонова тощо.
31 липня 2009 року, на фестивалі молодих виконавців «Нова хвиля» в Юрмалі, відбувся творчий вечір Юрія Антонова. У концерті брали участь зірки російської естради, що виконали пісні Ю. Антонова.
14 березня 2010 року по телеканалу «Росія-1» показано великий ювілейний концерт, присвячений 65-річчю Ю. Антонова.

## Громадянська позиція
- Дотримується монархічних і націоналістичних поглядів[8].
- Брав участь у виборах до Державної думи 1999 року. Дмитро Биков писав тоді про це в газеті «Московська комсомолка»[9]:

Шалену боротьбу за своє місце в парламенті веде зараз співак і композитор Юрій Антонов, через якого злетіла з дистанції уся його Консервативна партія російських підприємців. Я охоче вірю, що Антонов дійсно доходів не втаємничував і вся проблема з його деклараціями — результат бюрократичного казусу. Але даруйте, який стосунок має Антонов до консервативних підприємців? За тридцять років свого побутування на естраді він нічим не підкріпив версії про наявність у нього державницького мислення. Втім, може, дозрів лише зараз? Особисто мені простіше передбачити, що він був єдиним шансом для цієї партії привернути до себе увагу.
- У червні 2008 року Юрій Антонов брав участь у мітингу на Пушкінському майдані в Москві на захист безпритульних тварин[10][11].

Фігурант бази даних центру «Миротворець» як особа, яка незаконно відвідувала окупований Росією Крим, свідомо порушуючи державний кордон України.

## Вторгнення Росії на Україну
У 2023 році підтримав вторгнення Росії в Україну.

## Родина
- Батько Михайло Васильович Антонов (1916—1980)[13] — офіцер Радянської Армії
- Мати Наталія Михайлівна Антонова (Литовченко) (1923 або 1924)—2008)[4][13].
- Сестра Жанна (1948) живе в Мінську, є діти.[3][14]

Офіційно був одружений тричі:
- перша дружина поїхала до Америки;
- друга дружина живе в Загребі, Хорватія;
- третя дружина — в Парижі, Франція.
- доросла дочка живе за кордоном.
- син Михайло (народ. 1997) — студент.

## Нагороди та звання
- Орден «За заслуги перед Вітчизною» IV ступеню (17 січня 2005) — за великий внесок у розвиток музичного мистецтва й багаторічну творчу діяльність[16]
- Орден Пошани (16 лютого 2010) — за заслуги в розвитку вітчизняної культури й мистецтва, багаторічну плідну діяльність[17]
- Орден Франциска Скорини (9 липня 2010) «за внесок у зміцнення дружби між народами Білорусі й Росії»
- Народний артист Росії (16 квітня 1997)[18]
- Заслужений діяч мистецтв Росії (18 березня 1993)[19]

## Дискографія
- 1970, LP — «Всем, кто любит песню» (одна з пісень — «Нет тебя прекрасней» у виконанні ВІА «Поющие гитары») (лейбл «Мелодія»)
- 1971, міньйон — ВІА «Поющие гитары» (одна з пісень — «Нет тебя прекрасней») (Мелодія)
- 1972, міньйон — ВІА «Поющие гитары» (одна з пісень — «Нет тебя прекрасней») (Мелодія)
- 1973, міньйон — Юрій Антонов й оркестр «Современник» (Мелодія) («Не грусти, пожалуйста», «Ну что с ним делать?», «У берёз и сосен»)
- 1973, міньйон — Юрій Антонов й оркестр «Современник» (Мелодія) («Третий день», «Ну что с ним делать?», «У берёз и сосен»)
- 1973, міньйон — ВІА «Весёлые ребята» (пісні «Если любишь ты», «Ну что с ним делать?») (Мелодія)
- 1973, міньйон — ВІА «Добры молодцы» (одна з пісень — «О добрых молодцах») (Мелодія)
- 1973, LP — ВІА «Поющие сердца» (одна з пісень — «Если любишь ты») (Мелодія)
- 1973, міньйон — Лев Лещенко (пісні «Твоя судьба», «Белая метель») (Мелодія)
- 1974, міньйон — ВІА «Акварели» (одна з пісень — «Рыжее лето») (Мелодія)
- 1974, LP — ВІА «Весёлые ребята» (одна з пісень — «Отчего») (Мелодія)
- 1974, міньйон — Юрій Антонов і ВІА «Магистраль» (пісні «Наша магистраль», «Забыть бы») (Мелодія)
- 1975, міньйон — Юрій Антонов і ВІА «Добры молодцы» (пісні «Забыть бы», «Нет, не я») (Мелодія)
- 1975, міньйон — «Поёт Юрий Антонов» («Отчего», «Нет, не я», «Несёт меня течение») (Мелодія)
- 1975, міньйон — Валерій Ободзинський (пісні «Для тебя пою», «Как же это так») (Мелодія)
- 1975, міньйон — «Стереоэстрада» (одна з пісень «Ещё вчера (почтовый ящик)») (Мелодія)
- 1977, LP — «Бабье лето. Песни на ст. И. Кохановского» (пісні «Бабье лето», «Садовое кольцо», «Виноват листопад», «Без тебя») (Мелодія)
- 1978, LP — ВІА «Весёлые ребята» (одна з пісень — «Встреча») (Мелодія)
- 1978, міньйон — ВІА «Добры молодцы» і ВІА «Лейся песня» (одна з пісень — «Ещё вчера (почтовый ящик)») (Мелодія)
- 1978, міньйон — ВІА «Красные маки» (одна з пісень — «Зеркало») (Мелодія)
- 1979, міньйон — Юрій Антонов з гуртом «Аракс» («Золотая лестница», «Тебе», «Зеркало», «Анастасия») (Мелодія)
- 1980, міньйон — Юрій Антонов з гуртом «Аракс» («Я вспоминаю», «Не забывай», «Моё богатство») (Мелодія)
- 1981, міньйон — гурт «Аракс» («С чего бы?», «Всё как прежде») (Мелодія)
- 1982, стрічка — гурт «Аракс», «Концерт в Ленинградском СКК» («Не забывай», «С чего бы?», «Колокол тревоги»)
- 1982, міньйон — Юрій Антонов з гуртом «Аракс» («Жизнь», «Дорога к морю», «20 лет спустя») (Мелодія)
- 1982, міньйон — Юрій Антонов («Маки», «Море», «Вот как бывает») (Мелодія)
- 1982, міньйон — Юрій Антонов («Наша магистраль», «Крыша дома твоего», «Родные места») (Мелодія)
- 1982, міньйон — ВІА «Земляне» (одна з пісень — «Поверь в мечту») (Мелодія)
- 1982, LP — Юрій Антонов (Jugoton, Югославія)
- 1983, стрічка — ВІА «Синяя птица», «Концерт 15.02.1983г» («Жизнь», «Вот как бывает», «Жаль мне, конечно»)
- 1983, LP — ВІА «Синяя птица». «Синяя Птица во Дворце Спорта в Лужниках» («Белый теплоход», «До свадьбы заживёт», «Берегите женщин», «Я иду тебе навстречу», «Цветные звуки», «Дикие лошади», «Москва», «С тобой хорошо мне») (Мелодія)
- 1983, LP — Юрій Антонов. «Крыша дома твоего» (11 пісень у виконанні автора) (Мелодія)
- 1983, LP — «Приключения кузнечика Кузи» (Мелодія)
- 1983, LP — «Новые приключения кузнечика Кузи» (Мелодія)
- 1985, LP — Юрій Антонов. «Поверь в мечту» (9 песен в исп. автора) (Мелодія)
- 1985, LP — Yuri Antonov. «My favorite songs» (Polarvox Music, Фінляндія)
- 1986, LP — Юрій Антонов. «Долгожданный самолёт» (9 пісень у виконанні автора) (Мелодія)
- 1987, LP — Юрій Антонов. «От печали до радости» (3 пісні у виконанні автора, 7 пісень у виконанні гурту «Аракс») (Мелодія)
- 1988, LP — «Разыскивается кузнечик Кузя» (Мелодія)
- 1989, LP — «Кузнечик Кузя на планете Туами» (Мелодія)
- 1990, LP (45 об.) — «Лунная дорожка» (6 пісень у виконанні автора) (Метадіджитал)
- 1990, CD — «Лунная дорожка» (Мелодія)
- 1991, CD — «Mirror» (Distronics Ltd.)
- 1993, CD — «Несёт меня течение» (Z-Records)
- 1994, CD — «Музыка и песни из кинофильмов. Ю. Антонов» (RDM)
- 1996, CD — «Песни для детей» (Z-Records)
- 1996, CD — «Зеркало» (Z-Records)
- 1996, CD — «Лунная дорожка» (Z-Records)
- 2001, CD — «Нет тебя прекрасней. 50/30» (Фиам-Диск)

### Пісні та інструментальні композиції

#### Широковідомі
«Жизнь» (з к/ф «Берегите женщин»,  [Архівовано 1 серпня 2011 у Wayback Machine.])—
«Вот как бывает»——
«Море» (з к/ф «Берегите женщин»)—
«Зеркало»—
«Я вспоминаю» (з к/ф «Берегите женщин»)—
«20 лет спустя» (з к/ф «Берегите женщин»)—
«Не забывай» (з к/ф «Берегите женщин»)—
«Анастасия»—
«Золотая лестница»—
«Дорога к морю»—
«Крыша дома твоего» (англомовний варіант — «Look at their faces»)
«Наша магистраль»—
«Родные места»—
«Маки»—
«Моё богатство»—
«Тебе»
«Белый теплоход»—
«До свадьбы заживёт»—
«Берегите женщин» (з к/ф «Берегите женщин»)—
«Я иду тебе навстречу»—
«Цветные звуки»—
«Дикие лошади»—
«Москва»—
«С тобой хорошо мне»
«Поверь в мечту»—
«Уходит молодость моя»—
«Я не жалею ни о чём»—
«Мой путь прост»—
«На улице Каштановой»—
«Не до смеха»—
«Если пойдём вдвоём»—
«Снегири» (з док. т/ф «Незнакомая песня»)—
«Дай мне руку»
«Долгожданный самолёт» (з к/ф «Перш, ніж розлучитися»,  [Архівовано 18 серпня 2009 у Wayback Machine.])—
«Стеклянная ночь»—
«На высоком берегу»—
«Милая моя»—
«О тебе и обо мне» (з к/ф «Прежде, чем расстаться»)—
«Каникулы» (англомовний варіант — «I send to you my love»)—
«А жизнь идёт своим чередом» (англомовний варіант — «Ridin' into the darkness»)—
«А где-то…» (з к/ф «Прежде, чем расстаться») (інший, дуже маловідомий варіант — «В надежде встречи»)—
«Понимаешь лишь с годами»
«От печали до радости»—
«Я тебя не забуду»—
«Завтра»
«Гадкий утёнок»—
«Всё, как прежде»—
«Колокол тревоги»—
«С чего бы?»—
«Снова весна»—
«Земляничная поляна»—
«Радуга»
«Лунная дорожка»—
«Не говорите мне „прощай“»—
«Поправляйся, выздоравливай скорей»—
«Страна чудес»—
«Переулочки Арбата»
«Несёт меня течение»—
«У берёз и сосен»—
«Давай не будем спешить»—
«Хмельная сирень» (з к/ф «Хищники» [Архівовано 30 жовтня 2012 у Wayback Machine.])—
«Вот и всё»—
«Не гаснут костры» (з к/ф «Приказ» [Архівовано 18 вересня 2010 у Wayback Machine.])—
«Безумные роботы»—
«Если»—
«Бег вокруг»
«Просто пойми» (з к/ф «Салон красоты» [Архівовано 24 травня 2011 у Wayback Machine.])—
«Влюблённый чудак» (вик. Соня Баженова) (з к/ф «Хищники») — «Тема справедливости» (інструм.) (з к/ф «Дураки умирают по пятницам» [Архівовано 12 квітня 2011 у Wayback Machine.])—
«Убийство/Погоня» (інструм.) (з к/ф «Дураки умирают по пятницам»)—
«Патруль/ Погоня» (інструм.) (з к/ф «Дураки умирают по пятницам»)—
«Любовь» (інструм.) (з к/ф «Дураки умирают по пятницам»)—
«Печаль» (інструм.) (з к/ф «Хищники»)—
«Тревога/Преследование» (інструм.) (з к/ф «Хищники»)—
«Момент истины» (інструм.) (з к/ф «Хищники»)—
«Финал» (інструм.) (з к/ф «Дураки умирают по пятницам»)
«Нет тебя прекрасней»—
«О добрых молодцах»—
«Твоя судьба»—
«Белая метель»—
«Нет, не я»—
«30/40-е. Ностальгия» (інструм.)—
«Рояль в Хиросиме»—
«Для тебя пою»—
«Как же это так»
(ДИТЯЧІ: «Не рвите цветы»—
«Летающая тарелка»—
«Туами»—
«Песенка кока»—
«Пусть вечным будет мир»—
«Утренняя песенка»—
«Воробьиная дискотека»—
«Песенка пиратов»—
«Жар-Африка»—
«Песенка академиков»—
«Две волшебные буквы»—
«Песенка Окулярии»—
«Песенка Муренки»—
«Живет повсюду красота»—
«Снегарктида»—
«Все танцуют рок»—
«Песенка компьютера»—
«Говорят»)

#### Маловідомі
«А в жизни всё быстротечно» — «Если любишь ты» (інший вариант — «Верю, верю я»)—
«Жаль мне, конечно»—
«Шире круг»—
«Этот перекрёсток»—
«Мир зависит от нас»—
«Проливные дожди»—
«Бабье лето»—
«Ах, весна» (вик. Катя Сємьонова)—
«Путь к вершине» (из к/ф «Приказ» [Архівовано 18 вересня 2010 у Wayback Machine.])—
«Всему своё время»—
«Ещё вчера (почтовый ящик)»—
«Отчего»—
«Ну что с ним делать?»—
«Третий день»—
«Не грусти, пожалуйста»—
«Где же смелость?»—
«Снег»—
«Ты слов не говори»—
«Забыть бы»—
«Виноват листопад»—
«Без тебя»—
«Аэропорт»—
«Стой, не стреляй, солдат!»—
«Садовое кольцо»—
«Гармошка»—
«Рыжее лето»—
«Если я не прав»—
«Если хочешь быть умней»—
«Встреча»—
«Песня, гитара и я»—

## Робота в кіно
У Ю. Антонова одна велика кінороль — у фільмі:
- «Перш, ніж розлучитися» (1984)

і дві епізодичні ролі у фільмах:
- «Куда он денется!» (1981) и
- «Прощай, шпана замоскворецкая…» (1987).

Написав і виконав пісні до п'яти кінофільмів:
- «Бережіть жінок» (1981),
- «Перш, ніж розлучитися» (1984),
- «Салон краси» (1985),
- «Наказ» (1987),
- «Хижаки» (1991).

У фільмах «Перш, ніж розлучитися» і «Хижаки» автором текстів цих пісень є режисер цих фільмів Олександр Косарєв.
Що цікаво, пісня «А где-то…» з фільму «Перш, ніж розлучитися» має й інший варіант тексту, під назвою «В надежде встречи» (слова С. Солодущенко). 

Написав музику до кінофільму
- «Дураки умирают по пятницам» (1990)

## Цікаві факти
- У радянський час Ю. Антонов, за його власним визнанням, заробив понад мільйон рублів і їздив на автомобілі «Volvo» (держ. номер Ю 33 33 МО)[20].
- В даний час Юрій Антонов живе у власному домі, де знаходиться його музична студія, в оточенні домашніх тварин — 20 собак, 40 кішок і 4 гусака[20].
- 16 січня 2010 року на спецтрасі неподалік від підмосковної Барвихи (де він відбував 20-денну реабілітацію після перенесеного інфаркту[20]) відбувся інцидент, у результаті якого Ю. Антонов провів кілька годин у відділенні міліції[21]. За версією музиканта, його вдарив співробітник другого відділу ДПС ДІБДР[22], за словами самого міліціонера, Ю. Антонов сам скипів, коли його машину зупинили й попросили показати документи[22].
- 29 грудня 2010 року Юрій Антонов надійшов до Центру серцево-судинної хірургії ім. Бакулєва, де йому було проведено операцію стентування судин. 31 грудня Ю. Антонов почував себе добре й був виписаний[23].
- Юрій Антонов мав дует із Валерієм Леонтьєвим на пісню «Здравствуй мир».